# Fay Victor

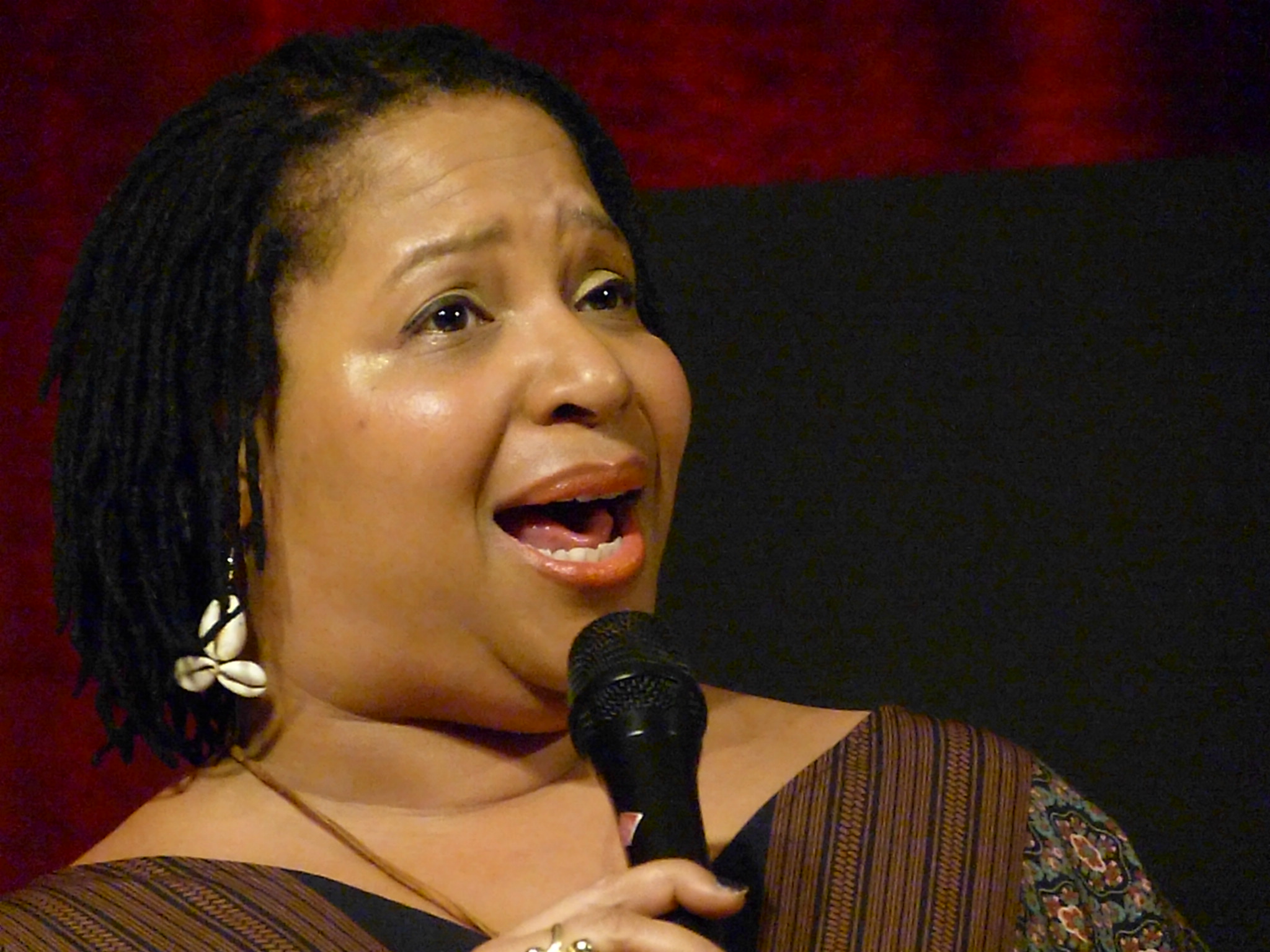
Fay Victor (2016 im Loft (Köln))

Fay Victor (* 26. Juli 1965 in Brooklyn, New York City) ist eine US-amerikanische Jazzsängerin und Komponistin.

## Leben und Wirken
Victor, deren Eltern aus Trinidad und Tobago stammen, wuchs in Wheatley Heights auf Long Island auf. In den 1980er Jahren, während ihres Politik-Studiums an der Syracuse University, begann sie unter dem Eindruck des Verlustes ihrer Mutter mit dem Gesang; sie besuchte darauf das Brooklyn Conservatory of Music, wo sie Musiktheorie und Piano studierte. Ihre Karriere als Profimusikerin begann sie in Clubs im Raum New York und einem dreimonatigen Japanaufenthalt 1991, was die Hinwendung zum Jazzgesang beeinflusste. Nach ihrer Rückkehr trat sie in Clubs wie dem Birdland, The Village Gate, Sign of the Dove und im B. Smith's auf; ferner arbeitete sie u. a. mit Bernard Purdie, Walter Booker und Don Braden. Zwischen 1996 und 2003 lebte sie in Amsterdam. 1999 legte sie ihr Debütalbum auf Timeless Records, In My Own Room, vor. Victor zählt Betty Carter, Sarah Vaughan und Carmen McRae zu ihren Haupteinflüssen. 
2010 veröffentlichte sie mit dem Gitarristen Anders Nilsson als The Exposed Blues Duo das Duoalbum Bare, auf dem sie Eigenkompositionen und Jazzstandards wie Mood Indigo, Blue Monk und Rockin’ Chair interpretierte. Es folgte mit der Formation Other Dimensions in Music das Album Kaiso Stories. Mit dem ICP Orchestra trat sie während der MusikTriennale 2010 in der Kölner Philharmonie auf. Ein Programm mit Songs von Herbie Nichols stellte sie 2016 vor. Mit dem Posaunisten Roswell Rudd, dem Pianisten Lafayette Harris und dem Bassisten Ken Filiano veröffentlichte sie 2017 das Album Embrace, das Down Beat mit viereinhalb Sternen auszeichnete. Nicole Mitchell holte sie zur Aufführung ihres Werkes Maroon Cloud (2018). 2023 erschien ihr Soloalbum Blackity Black Black is Beautiful das mit Mitteln von Spoken Word, Poesie, Jazz und elektronischer Musik arbeitet und bei Radio 3fach als Album der Woche ausgezeichnet wurde.
Im Bereich des Jazz wirkte Victor zwischen 1995 und 2020 an 22 Aufnahmesessions mit. Sie ist auch auf Alben von Ab Baars, Gregor Hilden, Reddeer, Syntactical Ghost Trance Music Choir und Miles Okazakis Miniature America (2024) zu hören.

## Diskographische Hinweise

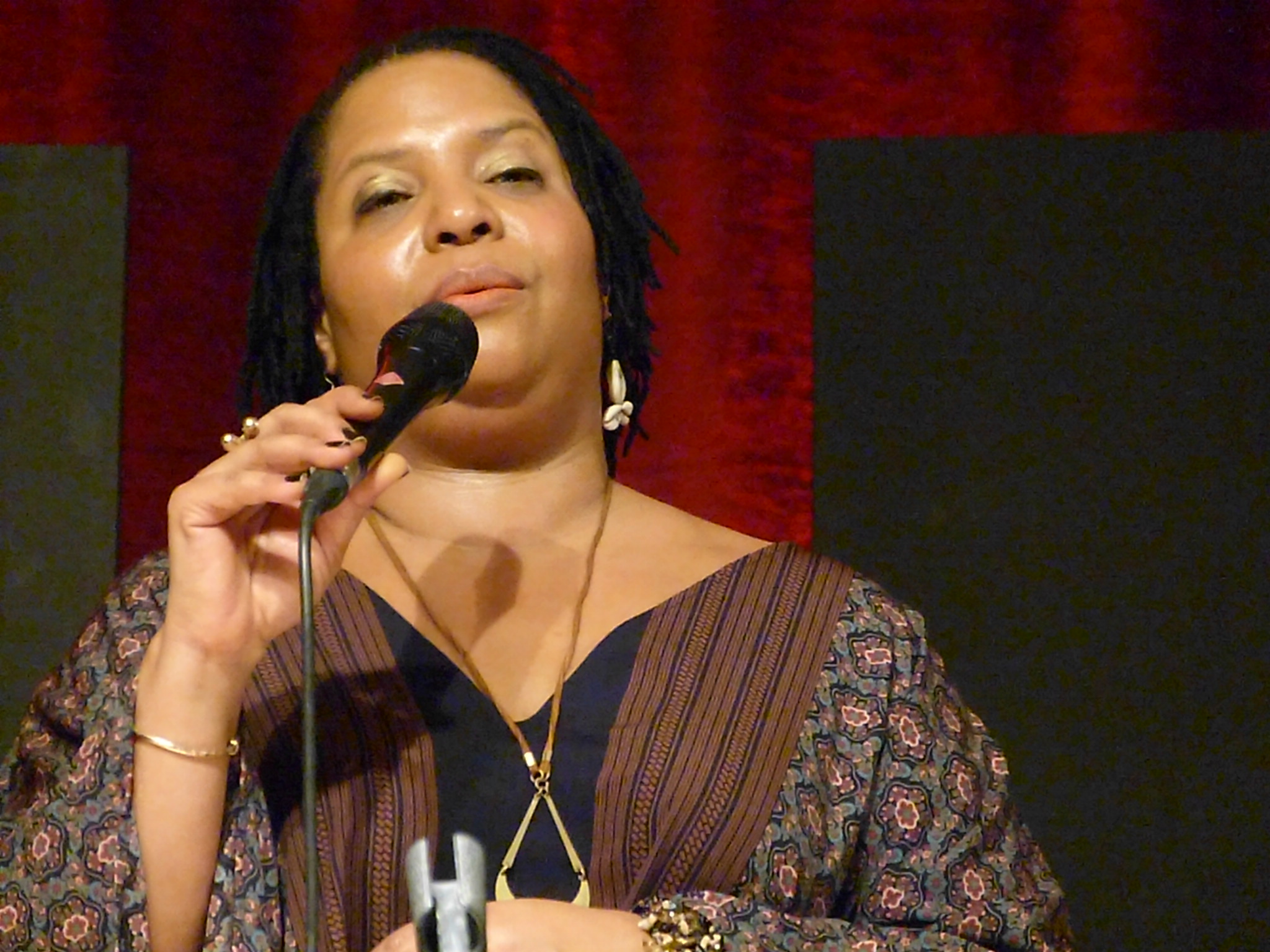
Fay Victor (2016 im Loft (Köln))

- Lazy Old Sun (Greene Avenue Music, 2004, mit Anton Goudsmit, Wolter Wierbos, Jacko Schoonderwoerd, Pieter Bast)
- Cartwheels Through the Cosmos (Greene Avenue Music, 2007, mit Anders Nilsson, Ken Filiano, Michael TA Thompson)
- The FreeSong Suite (Greene Avenue Music, 2009)
- Kaiso Stories (Silkheart, 2011), mit Daniel Carter, William Parker, Charles Downs, Roy Campbell
- Absinthe & Vermouth (Greene Avenue Music, 2013, mit Anders Nilsson, Ken Filiano)
- Fay Victor’s SoundNoiseFunk: Wet Robots (ESP, 2018)
- Barn Songs (Northern Spy 2019 mit Marika Hughes, Darius Jones)
- Fay Victor’s SoundNoiseFunk: We’ve Had Enough (ESP 2020), mit Sam Newsome, Joe Morris, Reggie Nicholson[6]
- Blackity Black Black Is Beautiful (Northern Spy, 2023)[4]
- Life Is Funny That Way (TAO Forms, 2024)